# Chronotop
Chronotop je formálně-obsahová literární kategorie vyjadřující zásadní spojitost prostoru a času v uměleckém díle zobrazenou.
Chronotop je pojem ruského literárního teoretika M. M. Bachtina; Bachtin jej vypracoval ve studii „Čas a chronotop v románu“, napsané v letech 1937–1938. – Ch. má u Bachtina „podstatný genologický význam: je to právě ch., který určuje žánr“. Podle Bachtina v literárním ch. „splývají prostorové a časové indicie ve smysluplné a konkrétní jednotě". Bachtin rozlišil několik základních chronotopů (cesta apod.).